# Burns y las abejas
Burns y las abejas, titulado The Burns and the Bees en su versión original, es el octavo episodio de la vigésima temporada de la serie animada Los Simpson, estrenado en Estados Unidos en la cadena FOX el 7 de diciembre de 2008 y el 7 de junio de 2009 en Hispanoamérica. Fue escrito por Stephanie Gillis y dirigido por Mark Kirkland. Mark Cuban, Jeff Bezos y Marv Albert fueron las estrellas invitadas, interpretándose a sí mismos. En el episodio, luego de ganar un equipo de baloncesto en una partida de póker, el Sr. Burns construye un nuevo estadio en Springfield en el mismo lugar en que Lisa había construido una colonia de abejas. La historia secundaria de Lisa hace referencia a la problemática mundial actual sobre la desaparición de las abejas. En el episodio se utiliza por segunda vez una secuencia de presentación navideña, al igual que en Kill Gil: Vols. 1 & 2.

## Sinopsis

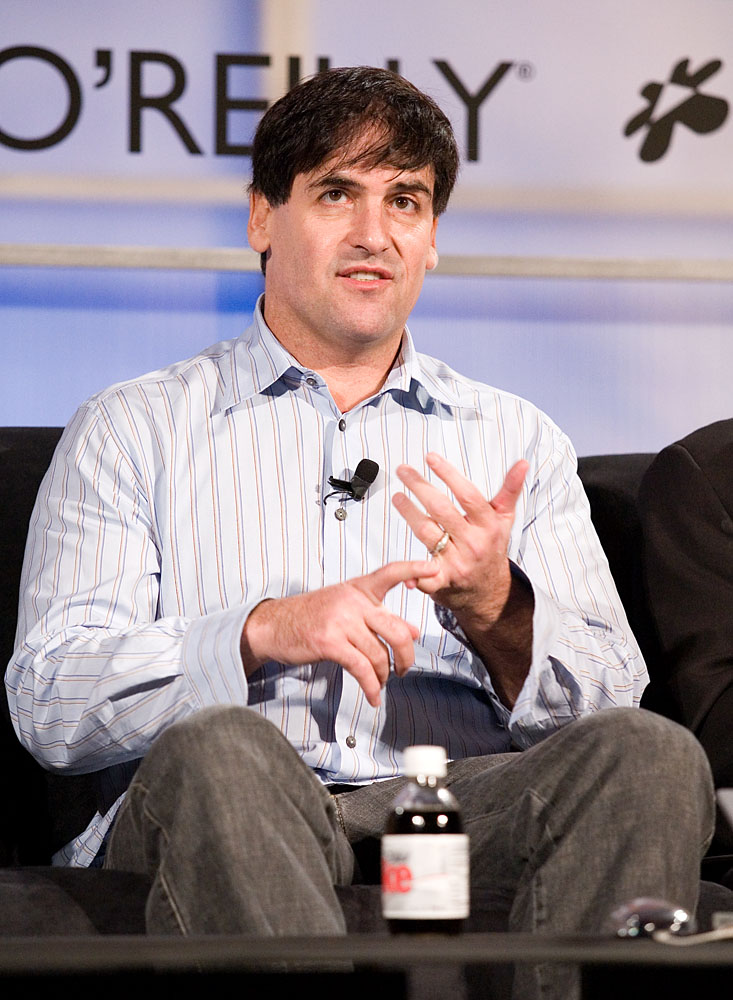
Mark Cuban fue una de las estrellas invitadas, el cual aparece en el encuentro anual de multimillonarios.

El episodio comienza cuando el Sr. Burns asiste al Campamento para Multimillonarios en los bosques de Springfield. Durante su estancia, juega a una partida de póker contra el Texano Rico, Burns apuesta a Smithers y el Texano a su equipo de baloncesto como premio mayor. Burns gana y se queda con el equipo del Texano Rico.
Pronto, Burns no tiene idea de cómo manejar un equipo de baloncesto profesional pero luego de presenciar las habilidades (algo locas y ridículas) de Mark Cuban en un partido de los Dallas Mavericks, Burns trata de conquistar a los fanáticos del baloncesto de Springfield con su propio equipo, para lo que usa métodos totalmente obsoletos lo que hace que la gente odie el baloncesto. Luego de fallar en sus planes, se propone a construir un nuevo estadio de deportes, mucho más lujoso que el anterior, todo para llamar la atención de los demás.
Mientras tanto, Lisa está en su escuela y Willie le hace saber que las abejas se están muriendo por lo que necesitan ayuda. Con la ayuda del Profesor Frink, logra salvar una abeja reina que no se había infectado. Finalmente atrae varias abejas sanas, las cuales forman una colmena, y Marge colabora mostrándole a Lisa un invernadero abandonado. Poco después, el invernadero es demolido para abrir espacio para el nuevo estadio de Burns, y los esfuerzos de la niña por combatirlo fallan. Homer trata de ayudar uniendo la abeja reina de Lisa con las abejas africanas asesinas de Moe, formando una súper especie de abejas fuertes y resistentes.
Por otra parte, Burns inaugura el nuevo estadio de baloncesto pero las abejas invaden la reciente infraestructura convirtiéndola en un panal gigante, por lo que; se la bautiza como santuario de las abejas. Aunque Burns jura venganza, se revela que el incidente le había hecho ganar sólo cuatro millones de dólares de un máximo de mil millones.
El episodio termina con Burns narrando todos los sucesos pasados delante de su campamento, sus compañeros toman en cuenta sus declaraciones y se dan cuenta de que Burns no es multimillonario sino millonario, por lo que es expulsado del grupo de multimillonarios y enviado al Campamento para Millonarios. En cuanto llega allí, Burns grita cuando uno de los millonarios le dice que era el propietario de un equipo de hockey amateur.